# Izaak ze Spoleto
Izaak ze Spoleto, Izaak z Monte Luco (ur. ?, zm. ok. 550) – święty katolicki, eremita.
Pochodzący z Syrii Izaak zbiegł do Spoleto przed prześladowaniami ze strony heretyków monofizyckich. Zyskał rozgłos dzięki uleczeniu chorego na obsesję. Odmówiwszy przyjęcia dóbr udał się do pustelni. Przebywając w samotni miał wizję Najświętszej Marii Panny, pod której wpływem założył wspólnotę pustelników (klasztor Monteluco). Przypisywano mu się umiejętność rozpoznawania symulantów i złoczyńców. Św. Izaakowi został poświęcony jeden z rozdziałów Dialogów św. Grzegorza.
Jego wspomnienie obchodzone jest 11 kwietnia.